# Shekef
Shekef (hebreo: שֶׁקֶף) es un moshav en el centro-sur de Israel. Localizado al sureste de Kiryat Gat y al oeste de Hebron, cae bajo la jurisdicción del Concejo Regional Lakish, en el Distrito Meridional. En 2015 tenía una población de 382 habitantes.

## Historia
El pueblo fue fundado por el movimiento Herut con Betar y asistencia de la Agencia judía en 1981 como parte del Plan de Pueblos de la Estrella de Ariel Sharon en un intento de habitar la región alrededor de la Línea Verde para la extensión de asentamientos judíos en la línea entre Monte Hebron. A unos 500 metros al este de la comunidad, más allá de la barrera israelí de Cisjordania, se encuentra la ciudad palestina de Beit Awwa.
El moshav está ubicado con una vista de la frontera entre la montaña y el desierto y se encuentra en una reserva natural. El moshav está rodeado por un bosque natural y flores silvestres. Se cultivan principalmente uvas de mesa y verduras en invernaderos agrícolas.
En 2006, se fundó una aldea de caravanas dentro del moshav, como asentamiento temporal principalmente para los evacuados de Tel Katifa, que vivían en Gush Katif, en la Franja de Gaza, hasta su separación en 2005. La comunidad mixta de familias religiosas y no religiosas está incluida en un programa de distribución de tierras cerca de donde se construirá un nuevo pueblo llamado "Mirsham".
El nombre "Shakaf" proviene de Umm al-Shakaf, un pueblo palestino más antiguo cuya población fue desalojada tras un asalto del Irgún en la guerra de 1948, localizado cerca el actual moshav.